# لقاءات قريبة من النوع الثالث
لقاءات قريبة من النوع الثالث (بالإنجليزية: Close Encounters of the Third Kind)‏ هو فيلم خيال علمي أمريكي إنتاج عام 1977 وإخراج ستيفن سبيلبرغ وبدأ تصوير الفيلم في مايو 1976. حيث شغل دوغلاس ترمبل منصب المشرف العام على المؤثرات البصرية، في حين قان كارلو رامبالدي بتصميم المخلوقات الفضائية الغريبة. تم عرض الفيلم في نوفمبر عام 1977 , وقد حقق هذا الفيلم نجاحا كبيرا في شباك التذاكر عند عرضة بإجمالي 288 مليون دولار 
حصل الفيلم على العديد من الجوائز والترشيحات في جوائز الاوسكار، جوائز الاوسكار فيلم بريطاني، وجوائز غولدن غلوب، وجائزة زحل، وكان معروف بشكل كبير من قبل معهد الفيلم الأميركي .

## وصلات خارجية
- الموقع الرسمي
- CE3KONLINE
- لقاءات قريبة من النوع الثالث على موقع IMDb (الإنجليزية)
- لقاءات قريبة من النوع الثالث على موقع ميتاكريتيك (الإنجليزية)
- لقاءات قريبة من النوع الثالث على موقع الموسوعة البريطانية (الإنجليزية)
- لقاءات قريبة من النوع الثالث على موقع روتن توميتوز (الإنجليزية)
- لقاءات قريبة من النوع الثالث على موقع نتفليكس (الإنجليزية)
- لقاءات قريبة من النوع الثالث على موقع نتفليكس (الإنجليزية)
- لقاءات قريبة من النوع الثالث على موقع قاعدة بيانات الأفلام العربية
- لقاءات قريبة من النوع الثالث على موقع ألو سيني (الفرنسية)
- لقاءات قريبة من النوع الثالث على موقع Turner Classic Movies (الإنجليزية)
- لقاءات قريبة من النوع الثالث على موقع أول موفي (الإنجليزية)